# سیمپسون تکر و بارتلت
سیمپسون تکر و بارتلت (به انگلیسی: Simpson Thacher & Bartlett) یک شرکت حقوقی چندملیتی است که در سال ۱۸۸۴ تأسیس شد و مرکز آن در نیویورک است. این شرکت بیش از ۸۳۵ وکیل دارد و درآمد آن در سال مالی ۲۰۱۳ بالغ بر ۱٫۱۳ میلیارد دلار بوده‌است.

## دفاتر

### آمریکای شمالی
- نیویورک
- هیوستون
- لس آنجلس
- پالو آلتو، کالیفرنیا
- واشینگتن، دی سی

### اروپا
- لندن

### آسیا
- هنگ کنگ
- توکیو
- پکن
- سئول

### آمریکای جنوبی
- سائو پائولو[۳]

## افراد سرشناس
- سایرس ونس
- دوایت مورو